# Fort Pierre
Fort Pierre – miasto w Stanach Zjednoczonych, w stanie Dakota Południowa, siedziba administracyjna hrabstwa Stanley, położone nad zachodnim brzegiem rzeki Missouri, naprzeciw stolicy stanu – Pierre.